# مرتفعات فيركريست (لوس أنجلوس)
مرتفعات فيركريست هو حي في ميد سيتي، لوس أنجلوس، كاليفورنيا.

## تاريخ
بُنيت المنازل في مرتفعات فيركريست في عشرينيات وثلاثينيات القرن الماضي. كان حيًا يهوديًا في المقام الأول حتى الستينيات.
صنفت مجلة لوس أنجلوس مرتفعات فيركريست في ديسمبر 2004 كواحدة من "أفضل 10 مناطق لم تسمع بها من قبل".
استخدم رئيس البلدية إريك غارسيتي مرتفعات فيركريست في عام 2018 كموقع لكشف النقاب عن برنامج خصم بقيمة 100 مليون دولار من وزارة المياه والطاقة.

## جغرافية
يحد حي مرتفعات فيركريست هايتس وفقًا لخرائط جوجل شارع لا سيينيغا من الغرب، وشارع فيرفاكس من الشرق، وبيكو بوليفارد من الشمال وشارع جوثري من الجنوب.
تقع مرتفعات كريستفيو ولا سينيجا في الغرب، وقرية رينير في الجنوب الغربي؛ إثيوبيا الصغيرة، وجنوب قرطاي في الشمال، وقرية بيكفير في الشرق.

## حكومة
يُخدم حي مرتفعات فيركرست من قبل مجلس حي بي سي أو. لا تشير الخريطة إلى حي يسمى مرتفعات فيركست. بدلا من ذلك، يقسم مجلس المنطقة إلى منطقتين سكنيتين: "الجيران المتحدون" و "سي إتش إيه بي إس" وفقا للوائح المجلس، يحد المنطقتان السكنيتان المشتركتان شارع لا سينيجا من الغرب، وشارع فيرفاكس من الشرق، شارع بيكو منه الشمال، وديفيد أفينيو وفينيس بوليفارد من الجنوب.

## التركيبة السكانية
ضمن مجموعات التعداد الخمس التي تتكون منها مرتفعات فيركريست بناء على تعداد عام 2010، يُخلط التمثيل العرقي مع ما يقرب 38 ٪ من البيض، و37 ٪ من الأمريكيين الأفارقة، و8 ٪ من الآسيويين، و18 ٪ آخرين.

## تعليم
مركز لوس أنجلوس للدراسات الغنية - 5931 W. 18th Street

## مشاهير
- ريتا هايورث [2]